# Storm (single van Milk Inc.)
Storm is een Engelstalige single van de Belgische band Milk Inc. uit 2010.
De single bevatte daarnaast nog 4 remixen en een semi-extended versie.
Het liedje verscheen op hun album Nomansland uit 2010.

## Meewerkende artiesten
Producer: 
- Filip Vandueren
- Regi Penxten

Remix:
- Bart Vanhoyland
- Geremy Schlesinger
- Thomas Sempels
- Vinss-T
- Xavier Bertels

Muzikanten:
- Linda Mertens (zang)
- Filip Vandeuren (keyboards)
- Regi Penxten (keyboards)